# Список прем'єр-міністрів Домініки
Прем'єр-міністр Домініки є главою уряду Домініки. Ним стає лідер партії, що перемогла на парламентських виборах. За його поданням президент затверджує склад кабінету міністрів.
|     | Ім'я                  | Портрет | Початок повноважень | Кінець повноважень | Політична партія                 | Вибори         |
| --- | --------------------- | ------- | ------------------- | ------------------ | -------------------------------- | -------------- |
| 1-й | Патрік Джон           |         | 3 листопада 1978    | 25 червня 1979     | Домінікська лейбористська партія |                |
| 2-й | Олівер Серафін        |         | 25 червня 1979      | 21 липня 1980      | Домінікська лейбористська партія |                |
| 3-й | Юджинія Чарлз         |         | 21 липня 1980       | 14 червня 1995     | Домінікська партія свободи       | 1980 1985 1990 |
| 4-й | Едісон Джеймс         |         | 14 червня 1995      | 3 лютого 2000      | Об'єднана робітнича партія       | 1995           |
| 5-й | Розі Дуглас           |         | 3 лютого 2000       | 1 жовтня 2000      | Домінікська лейбористська партія | 2000           |
| 6-й | П'єр Чарлз            |         | 3 жовтня 2000       | 6 січня 2004       | Домінікська лейбористська партія |                |
|     | Осборн Рів'єр (в. о.) |         | 6 січня 2004        | 8 січня 2004       | Домінікська лейбористська партія |                |
| 7-й | Рузвельт Скерріт      |         | 8 січня 2004        | нині на посаді     | Домінікська лейбористська партія | 2005 2009      |